# Ethnikos Achnas
Ethnikos Achnas (griechisch Εθνικός Άχνας) ist ein Fußballverein aus der zyprischen Ortschaft Dasaki Achnas. Er wurde 1968 in Achna gegründet. Die Farben des Vereins sind schwarz-blau. Der Verein spielt derzeit geleitet von Präsident Kikis Philippou in der First Division. Ethnikos Achnas spielt im Dasaki-Stadion, das 4.000 Zuschauern Platz bietet.

## Geschichte
Der Verein war früher in Achna/Düzce im heutigen Nordzypern beheimatet, musste aber nach dem türkischen Einmarsch nach Dasaki Achnas in der britischen Militärbasis Dhekelia umziehen.

## Sportliche Erfolge
Ethnikos Achnas spielte nach der Gründung des Vereins immer in den unteren Fußballligen Zyperns. Erst 1983 gelang erstmals der Aufstieg in die Erste Division. Nach einem sportlich wenig erfolgreichen Jahr stieg der Verein aber postwendend wieder ab. 1986 schaffte der Verein den erneuten Aufstieg und man hielt sich vier Saisons lang in der Ersten Division. Nach zwei Jahren in der Zweiten Division stieg Ethnikos Achnas 1992 erneut in die Erste Division auf und gehört seither beständig zu den Spitzenclubs des Landes.
Die besten Platzierungen erreichte der Verein jeweils mit vierten Rängen in den Saisonen 1994/95 und 1997/98. 2002 erreichte Ethnikos Achnas erstmals in der Vereinsgeschichte das Finale um den Zyprischen Fußballpokal, unterlag aber der Mannschaft von Anorthosis Famagusta mit 0:1.
In den europäischen Vereinswettbewerben trat Ethnikos Achnas bislang viermal (1998, 2003, 2004, 2006) im UEFA Intertoto Cup an. 2006 konnte sich Ethnikos Achnas erstmals für den UEFA-Pokal qualifizieren. Dort schied man allerdings bereits in der 1. Runde gegen RC Lens aus.
- Zyprischer Fussballpokalfinalist: 2002, 2022

## Trainer
- Stéphane Demol (2008–2009)

## Spieler
- Lars Schlichting (2005–2012)